# 白石典義
白石 典義（しらいし のりよし、1953年3月28日 - 2020年8月26日）は、日本の経営学者、教育者。立教大学名誉教授・元教授、学校法人立教学院元理事長。

## 人物・経歴
1953年3月28日生まれ。1977年3月、立教大学社会学部産業関係学科（現・経営学部）卒業。1982年12月、カリフォルニア大学ロサンゼルス（UCLA）経営大学院経営学研究科修了。
1984年4月、国際大学大学院国際関係学研究科助手。1986年4月、同大学院国際関係学研究科専任講師。
1989年4月、立教大学社会学部産業関係学科（現・経営学部）助教授。1997年4月、同大学社会学部産業関係学科教授。2001年4月～2005年3月、同大学社会学部学部長兼社会学研究科委員長、2005年4月～2006年3月、同大学広報渉外部長。
2006年4月～2010年3月、立教大学経営学部開設にあたり、初代学部長兼経営学研究科委員長に就任。
2006年4月～2018年3月、立教大学経営学部国際経営学科教授、同大学経営学研究科国際経営学専攻博士課程前期課程教授、同大学経営学研究科経営学専攻博士課程後期課程教授。
2007年4月～2017年3月、立教大学体育会長。2010年４月～ 2018年3月、立教大学統括副総長。2010年4月～2018年3月、学校法人立教学院常務理事。
2018年4月、立教大学名誉教授。
2018年8月～2020年8月、学校法人立教学院理事長。
立教大学経営学部の創設、体育会の活性化に尽力
立教大学社会学部長でありながら、社会学部産業関係学科の使命が終わったと見切り、立教大学経営学部の創設を構想し、学内での長い交渉を経て、学部創設を実現した。経営学部の特色ある教育プログラムである『ビジネス･リーダーシップ・プログラム(BLP)』は、社会的に高く評価され、学生に人気のあるプログラムとなっている。また、立教大学体育会長を務め、体育会の活性化に尽力した。